# Чорне море (фільм)
«Чорне море» (англ. Black Sea) — британсько-американський пригодницький трилер режисера і продюсера Кевіна Макдональда, що вийшов 2014 року. Стрічка розповідає про пошуки затонулого підводного човна. У головних ролях Джуд Лоу, Скут Макнейрі, Бен Мендельсон.
Уперше фільм продемонстрували 5 грудня 2014 року у Великій Британії та інших країнах. В Україні у широкому кінопрокаті показ фільму розпочався 29 січня 2015.

## Сюжет
Капітана підводного човна Робінсона звільнили і тепер він перебивається випадковими заробітками. Сидячи одного разу зі своїми колишніми колегами у барі, Робінсон зустрічається з Керстоном і росіянином Блекі. Вони розповідають йому, що знають про німецький підводний човен часів Другої світової війни із золотим вантажем сумою на мільйони доларів, що затонув поблизу берегів Грузії. Тому Робінсон залюбки береться за роботу, шукає команду і вирушає на пошуки.

## Творці фільму

### У ролях
| Актор                | Роль                                        |
| -------------------- | ------------------------------------------- |
| Джуд Лоу             | Робінсон, колишній капітан підводного човна |
| Скут Макнейрі        | Деніелс, адміністратор                      |
| Бен Мендельсон       | Фрейзер                                     |
| Девід Трелфолл       | Пітерс                                      |
| Боббі Шофілд         | Тобін, юнга                                 |
| Карл Девіс           | Ліам                                        |
| Костянтин Хабенський | Блекі, росіянин                             |

### Знімальна група
- Кінорежисер — Кевін Макдональд
- Сценарист — Денніс Келлі
- Кінопродюсери — Кевін Макдональд і Чарльз Стілл
- Виконавчі продюсери — Джим Кокрейн, Мерві Гарзадін і Тесса Росс
- Композитор — Ілан Ешкері
- Кінооператор — Крістофер Росс
- Кіномонтаж — Жюстін Райт
- Підбір акторів — Ніна Ґолд
- Художники-постановники — Родін Альпер Бінґол і Нік Палмер
- Артдиректор — Гетті Сторі
- Художник по костюмах — Наталі Ворд[7].

## Сприйняття

### Оцінки
Фільм отримав загалом змішані відгуки: Rotten Tomatoes дав оцінку 80 % на основі 128 відгуків від критиків (середня оцінка 6,5/10) і 59 % від глядачів зі середньою оцінкою 3,4/5 (15 780 голосів). Загалом на сайті фільми має змішані оцінки, фільму зарахований «стиглий помідор» від кінокритиків, проте «розсипаний попкорн» від глядачів, Internet Movie Database — 6,4/10 (21 692 голоси), Metacritic — 62/100 (33 відгуки критиків) і 6,5/10 від глядачів (41 голос). Загалом на цьому ресурсі від критиків і від глядачів фільм отримав схвальні відгуки.

### Касові збори
Під час прем'єрного показу у США, що розпочався 23 січня 2015 року, протягом першого тижня фільм був показаний у 5 кінотеатрах і зібрав 37 675 $, що на той час дозволило йому зайняти 49 місце серед усіх прем'єр. Показ фільму тривав 35 днів (5 тижнів) і завершився 26 лютого 2015 року, зібравши у прокаті у США 1 171 559 доларів США, а у решті світу 383 774 $, тобто загалом 1 555 333 долари США.

## Музика
Музику до фільму «Чорне море» написав Ілан Ешкері, саундтрек вийшов 20 січня 2015 року на лейблі «Back Lot Music».
| Список треків | Список треків         | Список треків |
| #             | Назва                 | Тривалість    |
| ------------- | --------------------- | ------------- |
| 1.            | «Clean Your Desk»     | 1:55          |
| 2.            | «Mansion»             | 1:53          |
| 3.            | «I Need a Sub»        | 2:19          |
| 4.            | «The Plan»            | 2:33          |
| 5.            | «Enter the Sub»       | 1:33          |
| 6.            | «Prepare To Sail»     | 1:27          |
| 7.            | «Leaving Sebastapol»  | 3:21          |
| 8.            | «Fly By»              | 0:47          |
| 9.            | «Fraser and Blackie»  | 2:50          |
| 10.           | «Aftermath»           | 1:22          |
| 11.           | «Drive Shaft»         | 1:29          |
| 12.           | «Homemade Sonar»      | 2:21          |
| 13.           | «Sea Bed»             | 6:59          |
| 14.           | «Gold»                | 0:40          |
| 15.           | «Hauling Back»        | 4:39          |
| 16.           | «Daniel Explains»     | 2:48          |
| 17.           | «Bring In the Gold»   | 1:32          |
| 18.           | «Robinson and Fraser» | 3:07          |
| 19.           | «The Sub Starts Off»  | 2:22          |
| 20.           | «Trench»              | 5:01          |
| 21.           | «Subsink»             | 1:14          |
| 22.           | «Gun»                 | 0:58          |
| 23.           | «Escape»              | 2:37          |
| 24.           | «Ascent»              | 1:10          |
| 25.           | «Sacrifice»           | 3:17          |
| 1:00:15       |                       |               |

### Виноски
1. 1 2  Black Sea: Release Info (англ.). Internet Movie Database. Процитовано 2 лютого 2016.
2. 1 2  Чорне море. Kino-teatr.ua. Процитовано 2 лютого 2016.
3. ↑  Person Profile // Internet Movie Database — 1990.
4. 1 2  Black Sea (англ.). Box Office Mojo. Процитовано 2 лютого 2016.
5. 1 2 3 4  Black Sea (2015) (англ.). The Numbers. Процитовано 2 лютого 2016.
6. ↑  Black Sea (2014) (англ.). AllMovie. Процитовано 2 лютого 2016.
7. ↑  Black Sea: Full Cast & Crew (англ.). Internet Movie Database. Процитовано 2 лютого 2016.
8. ↑  Black Sea (англ.). Rotten Tomatoes. Процитовано 2 лютого 2016.
9. ↑  Black Sea (англ.). Internet Movie Database. Процитовано 2 лютого 2016.
10. ↑  Black Sea (англ.). Metacritic. Процитовано 2 лютого 2016.
11. ↑  http://www.imdb.com/title/tt2261331/
12. ↑  http://www.metacritic.com/movie/black-sea
13. ↑  filmmusicreporter (15 січня 2015). ‘Black Sea’ Soundtrack Details (англ.). Film Music Reporter. Процитовано 2 лютого 2016.
14. ↑  Black Sea (Original Motion Picture Soundtrack) (англ.). Amazon.com, Inc. Процитовано 2 лютого 2016.